# Hafen von Valencia
Der Hafen Valencia (spanisch Puerto de Valencia oder Port de València) ist das Hafen- und Industriegebiet der Stadt Valencia, autonome Provinz Valencia, Spanien.
Er ist einer der umschlagstärksten spanischen Häfen, der zweitgrößte des Mittelmeerraumes sowie der fünftgrößte Containerhafen Europas nach Piräus.

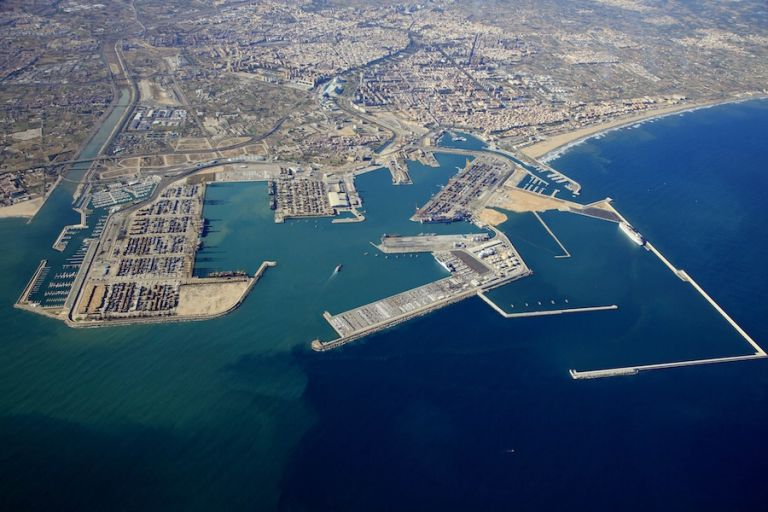
Luftbild des Hafens

## Geographie
Das Hafengebiet Valencias liegt etwa sieben Kilometer südöstlich des historischen Stadtkernes und ist ein reines Hafen- und Industriegebiet am Mittelmeer. Südlich wird es vom Mündungsgebiet des Rio Turia begrenzt.
Das knapp 7 km² große Hafengelände ist in mehrere Bereiche gegliedert. Ganz im Norden liegt die Marina Real Juan Carlos I für Privatyachten. Südlich schließt sich die Moll de Ponent an, die im westlichen Becken hauptsächlich von gewerblichen Personen-, Fähr-, Rund- und Kreuzfahrtschiffen genutzt wird. Das dortige Ostbecken dient dem Containerumschlag. Weiter südlich folgen drei weitere Hafenbecken des Port de Valencia; die beiden westlichen dienen ebenfalls dem Containerumschlag, das östliche dem Umschlag von Flüssiggut. Räumlich deutlich abgetrennt erstreckt sich ganz im Süden der Lagerbereich El Grau und direkt an der Mündung des Turia befinden sich die Yachthäfen des Real Club Náutico de Valencia mit mehreren tausend Wasserliegepätzen.
Wirtschaftlich gehören zum Hafen von Valencia auch die beiden „Satelliten“-Häfen des 25 Kilometer nördlich gelegenen Sagunt und von Gandia, 50 Kilometer südlich.

## Geschichte

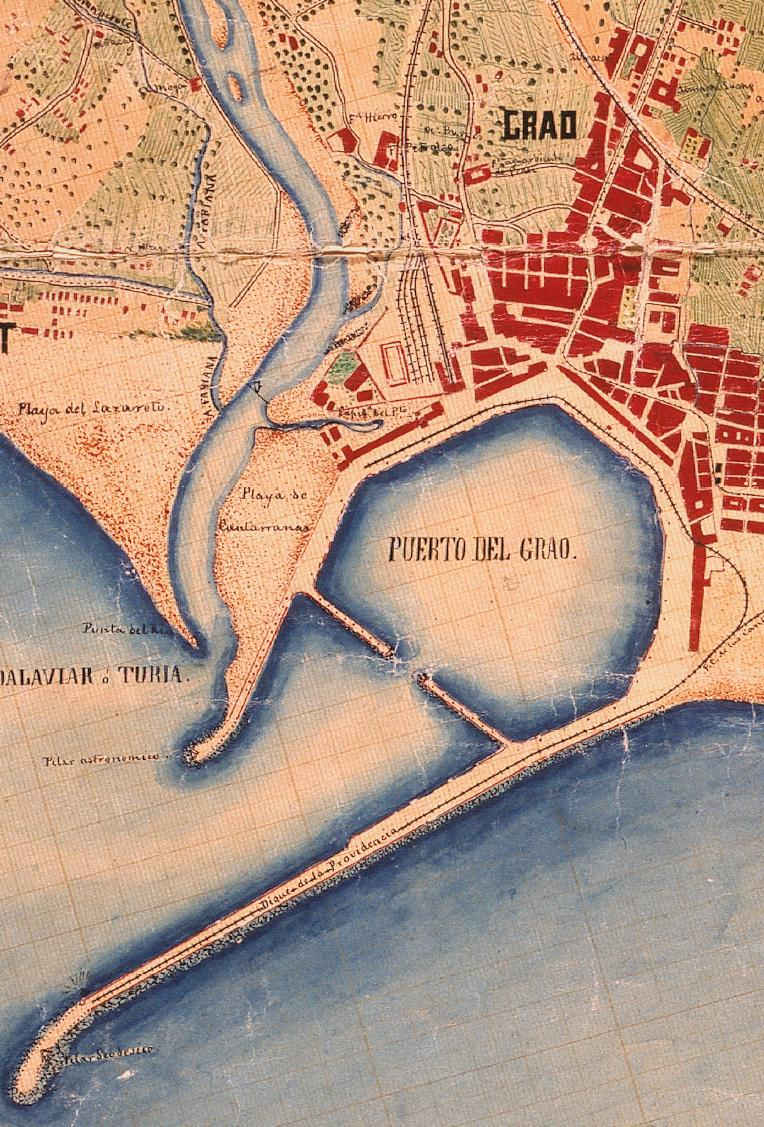
Hafenkarte von 1883

Bereits in der Jungsteinzeit und der Kupfersteinzeit wurde in der Gegend die küstennahe Seeschifffahrt betrieben. Wie die Auswertungen archäologischer Funde belegen, wurden in beachtlichem Umfang Meeresfrüchte und Seefische verzehrt, also zumindest in Küstennähe die Fischerei betrieben. Der Meeresspiegel lag zu dieser Zeit etwa fünf bis sieben Meter niedriger gegenüber dem heutigen Niveau, die Küstenlinie befand sich zwei bis drei Kilometer weiter östlich und die Flussmündungen waren weiter nördlich.
In Sagunt bestand seit dem 8. vorchristlichen Jahrhundert eine griechische Kolonie (Zakantha) Es wurde landwirtschaftliche Erzeugnisse, insbesondere Getreide verschifft und andere weitreichende Handelsbeziehungen gepflegt, bspw. Kupfererz aus Zypern importiert. Um 250 v. Chr. dominierten dann die ebenfalls seefahrenden Karthager die Gegend und nutzten die Mündungsgebiete der Flüsse als Anlandungsstellen.
Erste befestigte Anlagen entstanden ab 140 v. Chr. in der römischen Republik, nachdem Kaiser Callaicus die Gegend eroberte. Die fruchtbaren Mündungsgebiete der Flüsse galten als eine der Kornkammern des Römischen Reiches, bis die römische Epoche zwischen 460 und 470 n. Chr. endete und die Westgoten dort siedelten.
Um 711 geriet das Gebiet unter muslimischen Einfluss und verblieb im Hochmittelalter bei dem Kalifat von Córdoba. Mitte des 11. Jahrhunderts kam es zur Krone von Aragonien und blühte ab dem 12. Jahrhundert zu einer der Drehscheiben des weltweiten Seidenhandels auf.
Im 15. Jahrhundert wurden die Hafenanlagen von Valencia zu einem wichtigen Stützpunkt der Mittelmeerflotte und der Verteidigung gegen das Osmanische Reich.
In der spanischen Kolonialzeit ging die militärische Bedeutung allmählich zurück, bzw. an Gibraltar über, blieb jedoch bis in napoleonische Zeit ein Standort.
Im Zweiten Weltkrieg und unter dem Regime Francos lebte die militärische Bedeutung des Stützpunktes wieder auf.
Nach einem katastrophalen Hochwasser 1957 wurde in den frühen 1960er Jahren der Flusslauf des Turia nach Süden verlegt und die Hafenanlagen kommerziell umstrukturiert und erweitert.

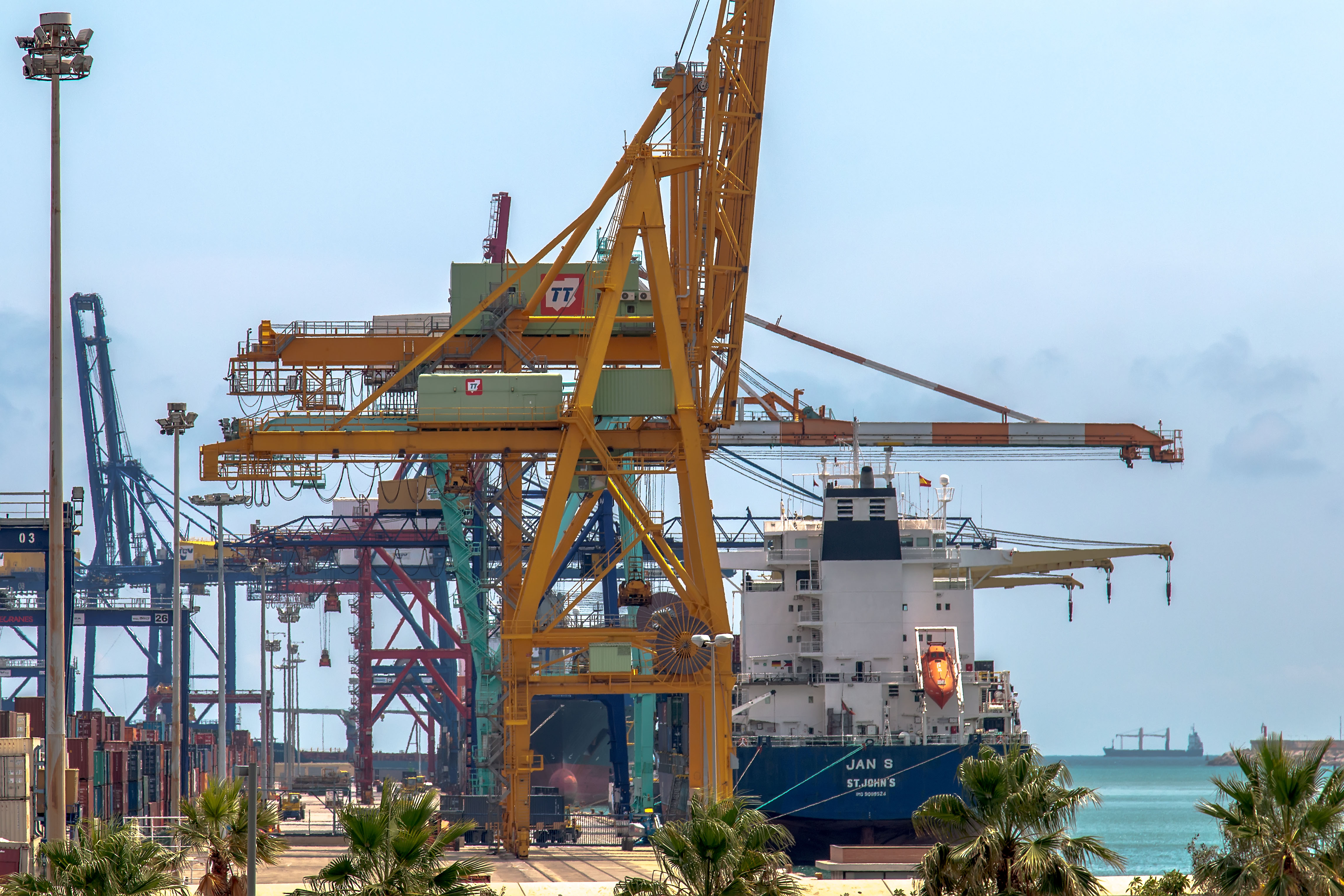
Hafen Valencia, 2014

## Gewerbe und Infrastruktur
Heute verfügt der Hafen Valencias über mehr als zwölf Kilometer Kaianlagen und Liegeplätze. Vier Kilometer der Piers erlauben eine Abladetiefe von 14 Metern.
Der Hafen ist ein wichtiger Arbeitgeber und induziert 15.000 Arbeitsplätze in den Ballungsraum der Großstadt Valencia.
Im Jahr 2019 wurden im Hafen von Valencia insgesamt 73,778 Mio. t Güter umgeschlagen, davon 60,319 Mio. t in Containern (= 5,386 Mio. TEU), 1,531 Mio. t festes und 1,367 Mio. t flüssiges Massengut sowie 468 t Fischereiprodukte. 6099 Schiffe wurden abgefertigt und die Passagierzahlen lagen bei knapp 1.027.821 Passagiere, 592.205 auf Fähren und 435.616 auf Kreuzfahrtschiffen.
Der Hafen von Valencia ermöglicht auch einen regelmäßigen Personenverkehr mit der Balearen und Italien. Der Hafenbetreiber Autoridad Portuaria de Valencia ist neben dem Hafen Valencia auch für die Häfen der benachbarten Orte Sagunto (nördlich) und Gandia (südlich) zuständig.

## Verkehr
Bezirksstraßen erschließen das Hafengebiet zu der autobahnähnlich ausgebauten V 15 hin. Anschlussgleise führen Rollmaterial der RENFE teilweise bis auf die Piers.
Der Öffentliche Personennahverkehr verbindet das Hafengebiet mit dem Stadtkern mit Buslinien und dort weiter zum 15 Kilometer entfernten Flughafen Valencia.